# Sokotracistikola
Sokotracistikola (Cisticola haesitatus) är en fågel i familjen cistikolor inom ordningen tättingar.

## Utseende och läten
Sokotracistikolan är en liten (10 cm) medlem av släktet Cisticola. Ovansidan är streckad, med tydligt rostfärgade övre stjärttäckare och övre delen av den relativt korta stjärten. Sokotrasångaren har enhetligt gråbrun ovansida och rostfärgad anstrykning på hjässa och nacke. Vidare är näbben längre och den saknar det rödbruna på stjärten.
Sången som framförs i flykten består av ett upprepat kort metalliskt tjippande ljud som blir allt kortare och snabbare. Varningslätet beskrivs som ett kort "phut" medan ett dämpat "tititi" hörs vid uppflog eller på slutet av sången.

## Utbredning och systematik
Fågeln är endemisk för ön Sokotra utanför Afrikas horn tillhörande Jemen. Den behandlas som monotypisk, det vill säga att den inte delas in i några underarter.

### Familjetillhörighet
Cistikolorna behandlades tidigare som en del av den stora familjen sångare (Sylviidae). Genetiska studier har dock visat att sångarna inte är varandras närmaste släktingar. Istället är de en del av en klad som även omfattar timalior, lärkor, bulbyler, stjärtmesar och svalor. Idag delas därför Sylviidae upp i ett antal familjer, däribland Cisticolidae.

## Status och hot
Sokotracistikolan har ett mycket litet utbredningsområde och en uppskattad världspopulation på endast 6 000 vuxna individer. Den verkar dock inte minska i antal. Internationella naturvårdsunionen IUCN kategoriserar därför arten som livskraftig.

## Namn
Cistikola är en försvenskning av det vetenskapliga släktesnamnet Cisticola som betyder "cistroslevande".